# Myioborus cardonai
Myioborus cardonai là một loài chim trong họ Parulidae.